# Бонгані Хумало
Бонгані Санділе Хумало (англ. Bongani Khumalo, *6 січня 1987, Манзіні, Свазіленд) — південноафриканський футболіст, захисник «ПАОКа» та збірної ПАР.

## Клубна кар'єра
Хумало виступав за місцеві команди своєї провінції, а згодом його запросили до університетської команди «Університет Преторії», в якій він себе дуже вдало зарекомендував, тому згодом він отримав запрошення виступати у відомій південно-африканській команді «Суперспорт Юнайтед».
Учасник фінальної частини 19-го Чемпіонату світу з футболу 2010 в Південно-Африканській Республіці.